# スポーツアイランド
『スポーツアイランド』は、1992年9月28日から1994年4月1日まで、日本テレビ系列で月曜 - 金曜22:52 - 23:00（1993年10月改編後は22:54 - 23:00）に放送されていた、スポーツ関連情報番組。

## 概要
- 1992年9月25日まで放送されていた『スポーツトレイン』の趣旨を受け継ぐ形で、タイトルを変えてスタート。番組内では、主に当日のプロ野球の勝敗結果ダイジェスト版の他、各スポーツ競技の結果を伝えていた。
- 当番組の終了を以って、1988年の『プロ野球ミニ情報』から続いた月曜 - 金曜22時台8分枠（後に6分枠）のスポーツニュースは廃止され、更に『きょうの出来事』のスポーツニュース分離&フライングスタート（金曜日は単独ミニ番組）に伴い、日本テレビのスポーツニュースは新たに『どんまい!!スポーツ&ワイド』となる。

## その他
- 当番組はローカルセールス枠内での放送という事もあり、深夜に『プロ野球ニュース』（フジテレビ系列）をネットしている一部のクロスネット局などではネット受けせず、当該時間帯を各県のローカルニュースや天気予報に差し替えていた所もある[注 1]。
- 関東地方では同時間帯にかつて放送されていたスポーツニュースからの引き続きで丸井一社提供番組であったが、この番組の終了をもって、日本テレビにおける「丸井一社提供番組」は廃止された。
- 山口放送（KRY）は日テレ系列シングルネット化完了当日の1993年10月1日から当番組の放送を開始。因みに、それまで深夜帯にネットの『プロ野球ニュース』（フジテレビ系列）は前日の9月30日を以って打ち切られた。
- 1994年4月1日の月曜 - 金曜23時台ネット改編により、前日の3月31日を以って 『プロ野球ニュース』 （フジテレビ系列）の放送を打ち切った日本テレビ系列の四国放送（JRT）・ 高知放送（RKC） 両局は当番組の最終回のみをネットするに留まった。
- 鹿児島読売テレビ（KYT）は同局サービス放送期間中の1994年3月23日からネットを開始するも、開局日の1994年4月1日に番組自体が終了したため、本放送は最終回のみをネットするに留まった[注 2]。